# Lijst van Formule 1-records Max Verstappen
Dit is een lijst van Formule 1-records van Max Verstappen.

## Formule 1-records

### Leeftijd
| Record                                                             | Record             | Wanneer behaald                              | Ref.  |
| ------------------------------------------------------------------ | ------------------ | -------------------------------------------- | ----- |
| Jongste coureur die tijdens een Grand Prix-weekeinde in actie komt | 17 jaar, 3 dagen   | 5 oktober 2014, Grand Prix van Japan 2014    | [ 1 ] |
| Jongste coureur die in een Grand Prix start                        | 17 jaar, 166 dagen | 15 maart 2015, Grand Prix van Australië 2015 | [ 2 ] |
| Jongste coureur die WK-punten behaalt                              | 17 jaar, 180 dagen | 29 maart 2015, Grand Prix van Maleisië 2015  | [ 3 ] |
| Jongste coureur op het podium                                      | 18 jaar, 228 dagen | 15 mei 2016, Grand Prix van Spanje 2016      | [ 3 ] |
| Jongste coureur die een Grand Prix wint                            | 18 jaar, 228 dagen | 15 mei 2016, Grand Prix van Spanje 2016      | [ 3 ] |
| Jongste coureur die een Grand Slam behaalt                         | 23 jaar, 277 dagen | 4 juli 2021, Grand Prix van Oostenrijk 2021  | [ 3 ] |

### Overwinningen
| Record                                                               | Record | Wanneer behaald | Details                                                                            | Ref.        |
| -------------------------------------------------------------------- | ------ | --- | ---------------------------------------------------------------------------------- | ----------- |
| Meeste overwinningen in één seizoen                                  | 19     | 2023 | Oude record: 15 (Verstappen in 2022)                                               | [ 4 ]       |
| Hoogste percentage winst in één seizoen                              | 86,36% | 2023 | Oude record: 75,00 % (Alberto Ascari in 1952)                                      | [ 5 ]       |
| Meeste overwinningen op rij                                          | 10     | Grand Prix van Miami 2023 – Grand Prix van Italië 2023                                                                                                  | Oude record: 9 (Sebastian Vettel in 2013)                                          | [ 6 ] [ 7 ] |
| Meeste overwinningen in één kalendermaand                            | 4      | Juli 2023: Grand Prix van Oostenrijk 2023 – Grand Prix van België 2023                                                                                  | Gedeeld record met Lewis Hamilton (juli 2016)                                      |             |
| Meeste overwinningen vóór eerste poleposition                        | 7      | GP van Spanje 2016, GP van Maleisië 2017, GP van Mexico 2017, GP van Oostenrijk 2018, GP van Mexico 2018, GP van Oostenrijk 2019, GP van Duitsland 2019 | Gedeeld record met Jackie Stewart                                                  | [ 8 ]       |
| Meeste achtereenvolgende overwinningen vanaf poleposition            | 18     | Grand Prix van Nederland 2022 – Grand Prix van Saoedi-Arabië 2024                                                                                       |                                                                                    | [ 9 ]       |
| Meeste overwinningen vanaf poleposition in één seizoen               | 12     | 2023 | Oude record: 9 (Nigel Mansell in 1992 en Sebastian Vettel in 2011)                 | [ 9 ]       |
| Meeste overwinningen niet startend vanaf poleposition in één seizoen | 9      | 2022 |                                                                                    | [ 10 ]      |
| Overwinningen vanaf meeste verschillende startplekken                | 10     | Grand Prix van São Paulo 2024 | Startplekken: 1, 2, 3, 4, 6, 7, 9, 10, 14 en 17 Oude record: 9 van Fernando Alonso | [ 11 ]      |
| Overwinningen vanaf meeste verschillende startplekken in één seizoen | 7      | 2022 | Startplekken: 1, 2, 3, 4, 7, 10 en 14                                              | [ 10 ]      |
| Meeste overwinningen in één land in één seizoen                      | 3      | 2023 in de Verenigde Staten | GP van Miami, GP van de Verenigde Staten en GP van Las Vegas                       | [ 9 ]       |

### Podia
| Record                                             | Record | Wanneer behaald                                            | Details                               | Ref.   |
| -------------------------------------------------- | ------ | ---------------------------------------------------------- | ------------------------------------- | ------ |
| Meeste podia in één seizoen                        | 21     | 2023                                                       | Oude record: 18 (Verstappen in 2021)  | [ 12 ] |
| Meeste achtereenvolgende eerste en tweede plaatsen | 15     | Grand Prix van Abu Dhabi 2022 – Grand Prix van Italië 2023 | Gedeeld record met Michael Schumacher | [ 9 ]  |

### Polepositions
| Record                                                         | Record | Wanneer behaald                                                    | Details                               | Ref.   |
| -------------------------------------------------------------- | ------ | ------------------------------------------------------------------ | ------------------------------------- | ------ |
| Meeste opeenvolgende polepositions                             | 8      | Grand Prix van Abu Dhabi 2023 – Grand Prix van Emilia-Romagna 2024 | Gedeeld record met Ayrton Senna       | [ 13 ] |
| Meeste opeenvolgende polepositions vanaf begin van het seizoen | 7      | Grand Prix van Bahrein 2024 –Grand Prix van Emilia-Romagna 2024    | Gedeeld record met Alain Prost (1993) | [ 13 ] |

### Punten
| Record                                                                       | Record  | Wanneer behaald                                                        | Details                                                                                         | Ref.   |
| ---------------------------------------------------------------------------- | ------- | ---------------------------------------------------------------------- | ----------------------------------------------------------------------------------------------- | ------ |
| Meeste punten op rij                                                         | 1055    | Grand Prix van Emilia-Romagna 2022 – Grand Prix van Saoedi-Arabië 2024 | Oude record: 1008 (Lewis Hamilton)                                                              | [ 14 ] |
| Meeste punten in één seizoen                                                 | 575     | 2023                                                                   | 575 van 620 punten Oude record: 454 (Max Verstappen 2022)                                       | [ 15 ] |
| Hoogste percentage punten in één seizoen                                     | 92,74%  | 2023                                                                   | 575 van 620 punten Oude record: 76,17% (Max Verstappen 2022)                                    | [ 16 ] |
| Hoogste puntengemiddelde per gestarte race                                   | 14,45 * | Grand Prix van Australië 2015 – Grand Prix van Oostenrijk 2025 *       | Hele carrière sinds 2015                                                                        | [ 17 ] |
| Hoogste puntengemiddelde per gestarte race in één seizoen                    | 26,14   | 2023                                                                   | 575 punten in 22 races                                                                          |        |
| Grootste puntenverschil tussen nummer 1 en 2 in het kampioenschap            | 290     | 2023                                                                   | Puntenverschil met Sergio Pérez Oude record: 155 (Sebastian Vettel voor Fernando Alonso in 2013 | [ 18 ] |
| Grootste percentage puntenverschil tussen nummer 1 en 2 in het kampioenschap | 50,43%  | 2023                                                                   | 290 op 575 Oude record: 48,10% Nigel Mansell 1992 en Jacques Villeneuve 1997                    | [ 14 ] |

* Reeks loopt nog.

### Aan de leiding
| Record                                                  | Record | Wanneer behaald | Details                                                             | Ref.   |
| ------------------------------------------------------- | ------ | --------------- | ------------------------------------------------------------------- | ------ |
| Meeste rondes aan de leiding in één seizoen             | 1003   | 2023            | 1003 van de 1325 rondes Oude record: 739 (Sebastian Vettel in 2011) | [ 19 ] |
| Hoogste percentage rondes aan de leiding in één seizoen | 75,70% | 2023            | 1003 van de 1325 rondes Oude record: 71,47 % (Jim Clark in 1963)    | [ 20 ] |
| Meeste kilometers aan de leiding in één seizoen         | 4914   | 2023            | Oude record: 3796 (Sebastian Vettel in 2011)                        | [ 21 ] |
| Meeste races aan de leiding gereden in één seizoen      | 20     | 2023            | Oude record: 19 (Lewis Hamilton in in 2019))                        | [ 22 ] |

### Sprint records
| Record                                       | Record   | Wanneer behaald                           | Details                                                                  | Ref.   |
| -------------------------------------------- | -------- | ----------------------------------------- | ------------------------------------------------------------------------ | ------ |
| Meeste Sprint-overwinningen                  | 12 *     | Grand Prix van België 2025 *              | 12 van 21 (GP van Groot-Brittannië 2021 - GP van België 2025) *          | [ 23 ] |
| Hoogste percentage Sprint-overwinningen      | 57,14% * | GP vanBelgië 2025                         | GP van Groot-Brittannië 2021 - GP van België 2025 *                      | [ 23 ] |
| Meeste Sprint-overwinningen in één seizoen   | 4        | 2023 2024                                 | 4 van 6 Oude record: 3 (Max Verstappen 2022)                             | [ 14 ] |
| Meeste Sprint-polepositions                  | 9 *      | Grand Prix van de Verenigde Staten 2024 * | 9 van 21 (GP van Groot-Brittannië 2021 - GP van België 2025) *           | [ 24 ] |
| Meeste snelste rondes tijdens Sprint         | 8 *      | Grand Prix van de Verenigde Staten 2024   | 8 van 21 (GP van Groot-Brittannië 2021 - GP van België 2025) *           | [ 25 ] |
| Meeste punten behaald tijdens Sprints        | 125 *    | GP van België 2025 *                      | 125 van 153 punten (GP van Groot-Brittannië 2021 - GP van België 2025) * | [ 26 ] |
| Hoogste percentage punten tijdens Sprints    | 81,70% * | GP van België 2025 *                      | 125 van 153 punten (GP van Groot-Brittannië 2021 - GP van België 2025) * |        |
| Meeste Sprint-podia                          | 17 *     | GP van België 2025 *                      | 17 van 21 (GP van Groot-Brittannië 2021 - GP van België 2025) *          | [ 27 ] |
| Meeste rondes aan de leiding tijdens Sprints | 215 *    | Grand Prix van de Verenigde Staten 2024   | 215 van 416 (GP van Groot-Brittannië 2021 - GP van Miami 2025) *         | [ 28 ] |

* Reeks loopt nog.

### Overige records
| Record                                                                | Record      | Wanneer behaald                                                       | Details                                                                         | Ref.          |
| --------------------------------------------------------------------- | ----------- | --------------------------------------------------------------------- | ------------------------------------------------------------------------------- | ------------- |
| Grootste puntenachterstand omgebogen om wereldkampioen te worden      | 46          | 2022                                                                  | Achterstand op Charles Leclerc                                                  |               |
| Laagste gemiddelde snelheid door winnende coureur                     | 53.583 km/u | Grand Prix van Japan 2022                                             | Lage snelheid door regen in verkorte race                                       | [ 29 ]        |
| Meeste pitstops door een winnende coureur in één race                 | 060         | Grand Prix van Nederland 2023                                         | Gedeeld record met Jenson Button (Canada 2011)                                  |               |
| Wereldkampioen met nog de meeste races te gaan in het seizoen         | 6           | 2023                                                                  | Kampioen na sprint voor race 17 van de 22 Record gedeeld met Michael Schumacher | [ 30 ]        |
| Meeste hattricks (pole, winst en snelste ronde) in één seizoen        | 6           | 2023: Spanje, Oostenrijk, Groot-Brittannië, Japan, Qatar en Abu Dhabi | Oude record: 5 (Alberto Ascari in 1952 en Michael Schumacher in 2004)           | [ 31 ] [ 32 ] |
| Hoogste percentage voltooide races in een seizoen                     | 100%        | 2023                                                                  | Gedeeld record met meerdere coureurs                                            | [ 14 ]        |
| Percentage voltooide rondes in een seizoen                            | 100%        | 2023                                                                  | Gedeeld record met Michael Schumacher (2002) en Lewis Hamilton (2019)           | [ 14 ]        |
| Meeste achtereenvolgende races als leider van het wereldkampioenschap | 63          | Grand Prix van Spanje 2022 – Grand Prix van Abu Dhabi 2024            | Oude record: 37 (Michael Schumacher)                                            | [ 33 ]        |
| Langste periode als kampioenschapsleider                              | 1029 dagen  | Grand Prix van Spanje 2022 – Grand Prix van Australië 2025            | Oude record: 896 dagen (Michael Schumacher)                                     | [ 34 ]        |